# Hör hur min herde ropar nu
Hör hur min herde ropar nu är en tre verser lång barnpsalm med refräng. Författare och kompositör okända. De tre verserna är 4-radiga och refrängen lyder:
För dem hem, för dem hem!
Ifrån synden nu rädda dem.
För dem hem, för dem hem!
För små lammen hem till Jesus.

## Publicerad i
- Herde-Rösten 1892 som nr 57 under rubriken "Barnsånger" med titeln "För dem hem".